# Хоель Касамайор
Хоель Касамайор (ісп. Joel Casamayor Johnson; нар. 12 липня 1971, Гуантанамо , Куба) — кубинський професійний боксер, олімпійський чемпіон 1992 року, срібний призер чемпіонату світу 1993 року. «Тимчасовий» чемпіон 
WBA Interim (1999—2000) і чемпіон світу за версією WBA (2000—2002) в другій напівлегкій вазі та чемпіон світу за версіями WBC (2006—2007) і The Ring (2006—2007), «тимчасовий» чемпіон WBC Interim (2007) і WBO Interim (2008) в легкій вазі.

## Аматорська кар'єра
1989 року Хоель Касамайор став чемпіоном світу серед молоді.
1990 року, здобувши одну перемогу і програвши у півфіналі Луїсу Охеда (Венесуела), завоював бронзову медаль на Іграх Центральної Америки і Карибського басейну.
Олімпійські ігри 1992 
- 1/16 фіналу. Переміг Венкатесана Девараджана (Індія) — 13-7
- 1/8 фіналу. Переміг Ріадха Кляя (Туніс) — 16-11
- 1/4 фіналу. Переміг Роберто Жалнаїза (Філіппіни) — KO
- 1/2 фіналу. Переміг Мухаммеда Ашик (Марокко) — TKO
- Фінал. Переміг Вейна Маккалоу (Ірландія) — 16-8

На чемпіонаті світу 1993, здобувши чотири перемоги і програвши у фіналі Александру Христову (Болгарія), завоював срібну медаль.
1994 року завоював бронзову медаль у напівлегкій вазі на Кубку світу, програвши у півфіналі Фальку Густе (Німеччина), і срібну медаль на Іграх доброї волі, програвши у фіналі Рамазу Паліані (Росія).
1995 року програв у першому бою на чемпіонаті світу Раїмкулю Малахбекову (Росія), але все одно розглядався кандидатом в збірну Куби на Олімпійські ігри 1996. Та Касамайор залишив Кубу заради професійної кар'єри.

## Професійна кар'єра
Впродовж 1996—1998 років провів 14 переможних боїв. У січні 1999 року завоював вакантний титул NABF в другій напівлегкій вазі. 19 червня 1999 року в бою проти мексиканця Антоніо Ернандеса завоював титул «тимчасового» чемпіона WBA в другій напівлегкій вазі.
21 травня 2000 року в бою проти південнокорейця Пек Джон Гвон завоював титул чемпіона WBA в другій напівлегкій вазі.
Після п'яти перемог поспіль, чотири з яких були захистами титулу, серед них проти ексчемпіона світу Роберто Гарсія, 12 січня 2002 року в об'єднавчому бою зазнав поразки одностайним рішенням суддів від чемпіона WBO Аселіно Фрейтаса (Бразилія).
Здобувши три перемоги, 4 жовтня 2003 року в бою проти американця Дієго Корралеса технічним нокаутом завоював вакантний титул чемпіона світу за малозначимою версією IBA в другій напівлегкій вазі. В негайному реванші, на кону якого крім титулу IBA стояв ще й вакантний титул чемпіона світу за версією WBO, 6 березня 2004 року програв розділеним рішенням.
4 грудня 2004 року вийшов на бій проти чемпіона світу WBC в легкій вазі мексиканця Хосе Луїс Кастільйо і програв розділеним рішенням.
7 жовтня 2006 року втретє зустрівся в бою з Дієго Корралесом і, здобувши перемогу розділеним рішенням суддів, завоював вакантний титул чемпіона світу за версією WBC і журналу «Ринг» в легкій вазі.

### Касамайор проти Маркеса
13 вересня 2008 року відбувся бій Хоеля Касамайора проти досвідченого мексиканця Хуана Мануеля Маркеса. Його трансляція відбувалася за системею плати та дивися - PPV на телеканалі HBO. В кінці одинадцятого раунду Маркес провів вдалу серію ударів у голову. Касамайор натомість вирішив іти в розмін, але у ньому пропустив ще ударів. Намагаючись відійти, кубинець пропустив правий хук і впав. Йому вдалося швидко встати і продовжити бій. Касамайор намагався врятуватися у клінчі, однак Маркесу вдалося відтиснути його до канатів та посипати суперника великою кількістю ударів. Касамайор не витримав такого натиску і впав на канвас. Рефері одразу зупинив бій.